# Petar Divić
Petar Divić (serbisch-kyrillisch Петар Дивић; * 11. Juli 1975) ist ein ehemaliger jugoslawischer bzw. serbischer Fußballspieler.
Der 1,82 m große Stürmer absolvierte in den Jahren 2001 bis 2003 insgesamt 37 Spiele in der 2. Fußball-Bundesliga und erzielte dabei sieben Tore. Er spielte für Eintracht Trier und den 1. FC Union Berlin.
In der Saison 2000/01 wurde er jugoslawischer Torschützenkönig mit 27 Treffern.